# Visby-klass (korvett)
Visby-klassen, eller Korvett typ Visby, är en serie svenska örlogsfartyg (korvetter) som har utformats av FMV och tillverkas av SAAB Kockums AB i Karlskrona. 
Fartygen har smygegenskaper och är utformade för att kunna fullgöra många olika typer av uppgifter. Skroven till de 650 ton tunga fartygen tillverkas av kolfiberarmerat plastlaminat i stället för stål. Fartygen saknar även konventionella propellrar och utnyttjar istället vattenjetaggregat som drivs av ett kombinationsmaskineri bestående av både dieselmotorer och gasturbiner. 
Det första fartyget i serien sjösattes den 8 juni 2000 och den 16 december 2009 levererades de första två fartygen till marinen. Totalt byggdes fem fartyg.

## Historia

### Bakgrund

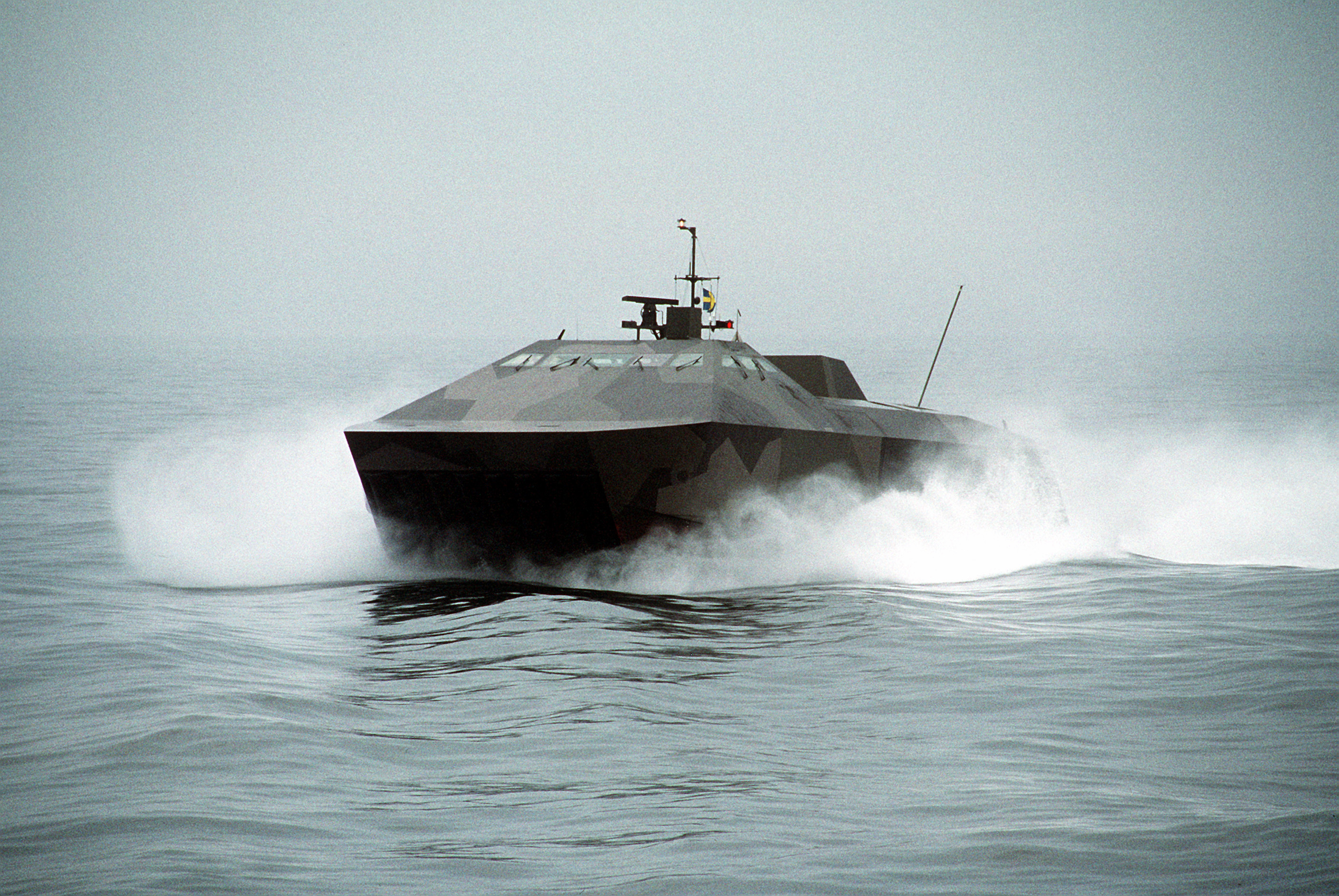
byggdes för att pröva stealth-tekniken.

Studier inför framtagning och anskaffning av en ny generation ytstridsfartyg påbörjades under 1980-talet. Fartygen avsågs beställas under andra halvan av 1990-talet med leverans runt sekelskiftet och ha en livslängd på minst 30 år. Kravspecifikationen innebar därmed att fartygen måste kunna möta den förväntade hotbilden under perioden 2000–2030. Resultaten av studierna visade att de nya ytstridsfartygen, för att kunna hantera 2000-talets hotbild, måste ges en utformning som i första hand väsentligt försvårade upptäckt från olika sensorer och i andra hand väsentligt försvårade för vapenmålsökare att kunna låsa på fartygen. Denna utformning benämns på svenska signaturanpassning eller populärvetenskapligt kallat "smyg-" eller "stealth-teknik". De sensorer/målsökare som var dimensionerande var radar, signalspaning/sökande, sonarer/akustiska samt olika optroniska inklusive IR-sensorer. Fartygen måste dessutom ha en så liten magnetisk signatur som möjligt med hänsyn till hotet från minor. Fartygen skulle i första hand kunna lösa krigsuppgifter inom invasionsförsvaret, det vill säga på olika sätt förstöra fientligt transporttonnage och dess militära eskort, men även kunna bekämpa ubåtar och lösa uppgifter i fred och kris. Fartygen dimensionerades därför för att kunna vinna i duellsituationer med de mest avancerade sensor- och vapensystem motståndaren förväntades inneha. Det enda sätt på vilket detta sätt bedömdes framgångsrikt var genom signaturanpassning kombinerat med egna avancerade vapen-, sensor- och stridsledningssystem som kunde mäta sig med motståndaren och helst medge informationsöverläge och därmed att egen vapeninsats kunde ske snabbare än motståndarens. Visby byggdes för att vinna dueller.
Chefen för Marinen angav i sin programförklaring "Hårda Bud" 1990 att behovet av nya YSS (Ytstridsfartyg Större), ett fartygskoncept som skulle ersätta utgående robotbåtar och korvetter fram till 2010, uppgick till totalt 18 enheter och dessutom behövdes motsvarande antal YSM (ytstridsfartyg Mindre) för att ersätta utgående patrullbåtar med mera. Försvarsnedskärningarna 1992 innebar dock att såväl YSS som YSM utgick som koncept.
År 1991 sjösattes prov- och försöksfartyget HMS Smyge som var en plattform för att testa framdrivning, skrovutformning, materialval och konstruktionsprinciper tillsammans med ny vapenteknologi, sensorer och kommunikation för stealth-tekniken. Smyge motsvarade i storlek ungefär YSM men var aldrig avsedd att serietillverkas. Det var till stor del kunskaperna från detta projekt som låg till grund för konstruktionen av fartyget i Visby-klassen.

### Projektering
I stället för YSS och YSM påbörjades i början av 1990-talet utvecklingen av en ny fartygstyp som skulle bli Visby-korvetterna. Kostnaden för modern försvarsmateriel sköt vid denna tid i höjden i en allt snabbare takt, samtidigt som moderna krigsmateriel ansågs vara en förutsättning för ett effektivt försvar.  Försvarsmakten angav det omedelbara operativa behovet till 12 korvetter av Visby-klassen, men regeringen fattade initialt beslut om anskaffning av endast sex fartyg med option på ytterligare fyra  det vill säga totalt 10. De första sex skulle levereras i två delserier, den första om fyra fartyg med inriktning på minjakt, och den andra om två fartyg med inriktning på ytstrid. Försvarets materielverk (FMV) påbörjade arbetet med projektet år 1995 och 1999 bedömde man att de sex fartygen skulle vara operativa år 2010. Kockums ägare aviserade redan kring sekelskiftet att utveckling och tillverkning av de avancerade tekniska lösningarna innebar så stora kostnadsökningar att ytterligare ekonomiska medel krävdes för att kunna fullfölja projektenlig beställning. Bristande politisk vilja att tillskjuta ytterligare ekonomiska medel till projektet innebar att regeringen 2001 beslutade att fartygsserien skulle minska med ett fartyg, och att alltså bara fem skulle byggas, trots att utrustning i form av sensor- och vapensystem redan beställts och befann sig under leverans. Samtliga fem enheter byggdes dessutom för inriktning  mot ytstrid,  men med minröjningsförmåga.
Visby-klassens fartyg ersatte de föråldrade robotbåtarna i Norrköping-klassen, och avsågs med sin betydligt större uthållighet än dessa, och andra dåvarande svenska ytstridsfartyg, öka de svenska fartygsförbandens användbarhet. Redan från början utrustades fartygen även för att kunna samarbeta med övriga delar av totalförsvaret, såsom flygvapen, kustbevakning, räddningstjänst, tull och polis samt den civila sjöfarten.
Vid projekteringen avsågs korvetterna ges förmåga att lösa uppgifterna:
- Minröjning
- Ubåtsjakt
- Ytstrid
- Havsövervakning och sjöfartsskydd
- Stöd till det civila samhället vid exempelvis olyckor till sjöss
- Deltaga i internationella insatser

### Byggande, sjösättning och provturer

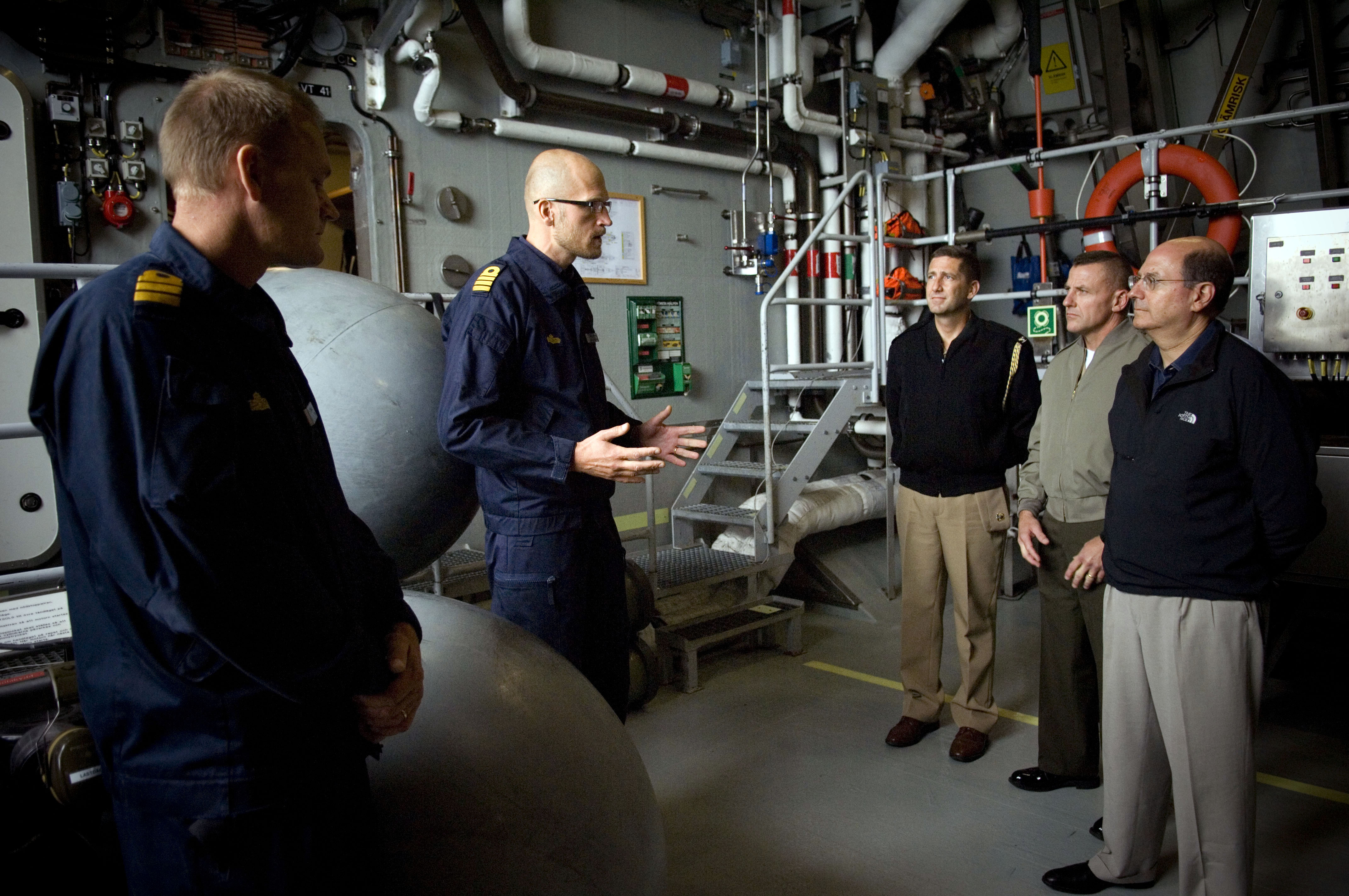
Den dåvarande amerikanske marinministern får en rundtur ombord på Helsingborg 2008.

Samtliga fartyg i serien byggdes av Kockums vid Karlskronavarvet och sjösattes mellan åren 2000 och 2006. Efter sjösättningen genomfördes en mängd prover för att utprova funktionen hos fartygen och alla kringsystem. Under februari 2007 var HMS Visby baserad i Härnösand för att genomföra prover under vinterförhållanden. Bland annat genomfördes prover i att förflytta fartyget i obruten is och i bruten isränna samt att pröva fartyget och ingående system vid nedisning och kyla.

### Leverans
De första fartygen i klassen att överlämnas till marinen var HMS Helsingborg (K32) och HMS Härnösand (K33). Vid en ceremoni i Karlskrona den 16 december 2009 överlämnades de till Tredje sjöstridsflottiljen. Vid leveransen var dessa båda fartyg av version fyra, vilket innebar att den planerade sjömålsrobotbestyckningen saknas och beväpningen utgörs enbart av en allmålskanon tillsammans med lätta och tunga kulsprutor samt ubåtsjakttorpeder. Fartygen lämnades tillbaka till FMV och Kockums  efter att ha varit operativa i två–tre år, för uppgradering till version fem, med sjömålsrobot RBS 15 Mk2 fullt integrerad.
HMS Visby i version fem överlämnades till FM i augusti 2012 därefter följde HMS Nyköping 17 december 2012, HMS Karlstad och HMS Helsingborg 2014 samt HMS Härnösand 2014.
Den 16 september 2015 slutlevererades systemet Visby till Svenska marinen av FMV.

## Utformning

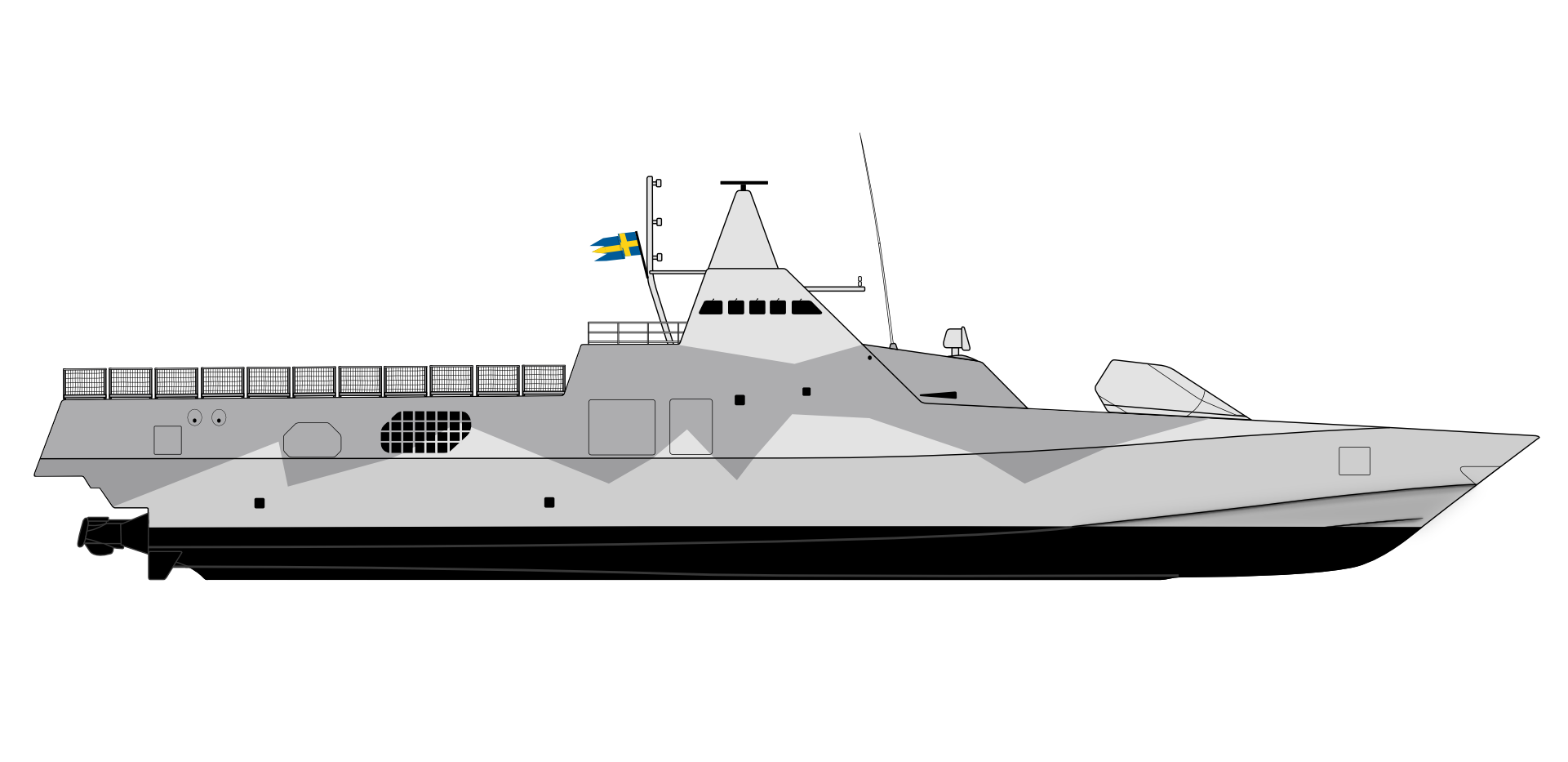
Ritning av en Visbyklass-korvett.

### Övergripande
Fartygen i visbyklassen är 72,8 meter långa, 10,4 meter breda, 19,3 meter höga och har ett djupgående på 2,4 meter. Skrovet är byggt av ett kolfiberarmerat plastmaterial, vilket både minskar den magnetiska signaturen, reducerar värmeutstrålningen och ger ett förhållandevis litet deplacement, 650 ton. Om fartygen vore byggda av stål skulle deplacementet blivit cirka 1 100 ton. För att minimera radarsignaturen är skrovet utformat med stora plana vinklade ytor, och i princip all utrustning har byggts in i fartyget, eller sitter bakom särskilt utformade luckor. På fördäcket står allmålskanonen och akterdäcket utgör en helikopterplattform. På masten (kallad "fredsmasten") som tidigare stod akter om kommandobryggan satt bland annat lanternor och annan utrustning som krävdes enligt civila krav, i en krigssituation kunde denna mast monteras av för att minimera radarsignaturen. Efter ändrade krav från Försvarsmakten byggdes området akter om bryggan (signalbryggdäck) om för att bland annat kunna placera tunga kulsprutor, antenn för satellitkommunikation samt ljus för invisning av helikopter. Vid denna ombyggnad ersattes masten med två stycken teleskopiska master (en om styrbord, en om babord. Topplanternan är nu fast placerad i toppen av spaningsmasten.
Invändigt utgörs utrymmet akter om bryggan och under helikopterdäcket av tre större utrymmen. Längst förut ligger vapendäck där förutom upp till 8 x RBS 15 Mk2 är  placerade, även kan finnas en skeppsbåt och olika minröjningsfarkoster. Akter om detta utrymme återfinns helikopterhangaren avsett för en mindre helikopter samt för placering av 4 stycken ubåtsjakttorpeder typ 45, minor och sjunkbomber på minräls. Efter slopandet av helikopterkomponenten ombenämndes hangaren till lastdäck och är till största delen alltjämt outnyttjad. Längst akterut finns också ett större utrymme för fartygets släpbara sonar av VDS-typ. Under däck för om pjäsen finns två utrymmen vilka var avsedda för kombinationskastare för antiubåts- och passiva motmedelsgranater. Dessa kastare avbeställdes dock redan under konstruktionsfasen och fartyget försågs istället med ett helt annat system för passiva motmedel.

### Maskineri
Framdrivningsmaskineriet består av två dieselmotorer och fyra gasturbiner. Dessa är uppbyggda som ett CODOG-system (Combined Diesel Or Gas) vilket innebär att motorerna och turbinerna kan kopplas till samma två axlar. Dieselmotorerna ger en effekt av 2 600 kW och används vid låga farter. För högre farter kopplas istället turbinerna in, vilkas effekt av 16 000 kW ger fartygen dess maxfart på 35 knop. Avgaserna från maskinerna leds ut genom dolda utlopp nära vattenytan i fartygets akter i syfte att reducera fartygets värmesignatur vilken annars kan upptäckas genom IR sensorer.  När de heta avgaserna från gasturbinerna snabbt kyls ned genom kontakt med kallt havsvatten uppstår karaktäristiska vita moln av vattenånga vilket under dagar med klar sikt och ringa vind kan vara synliga för blotta ögat på relativt stora avstånd. Fartygen drivs av två stycken vattenjetaggregat och har alltså inga propellrar.

## Bestyckning

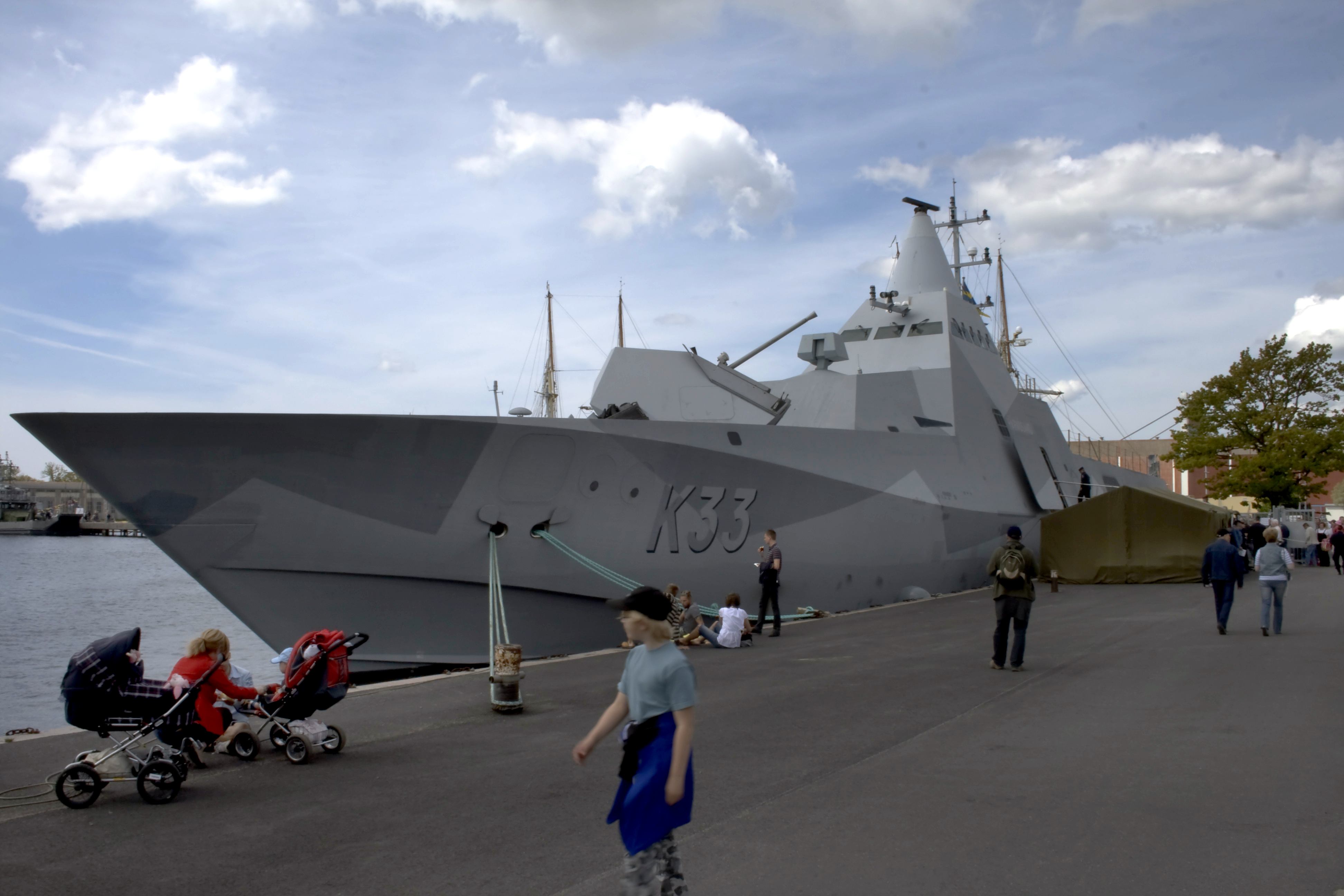
Härnösand med utfälld kanon.

Fartygens bestyckning utgörs av en 57 mm allmålspjäs modell 57 Mk3, 8 × sjömålsrobotar typ RBS 15 Mk2,  4 × Torped 47 samt minräls för minutläggning och sjunkbomber Model 33. Allmålspjäsen har ett helautomatiskt laddningssystem med 120 projektiler. Pjäsen kan avfyra 220 skott per minut och har en räckvidd på 17 000 m. Pjäsen är utrustad med programmerbar ammunition av typen FUZE 3P. Sjömålsroboten har en räckvidd på cirka 200 km och verkar med underljudsfart mach 0,9 och är utrustad med en verkansdel om ca  200 kg.  När fartygen halvtidsmodifieras kommer RBS 15 Mk2 att ersättas av RBS 15 Mk 4 med en räckvidd på över 300 km och förmåga att även bekämpa landmål.
Samtliga vapen utom allmålspjäsen byggs in i fartygen för att utsidan skall bli så plan som möjligt. Eldröret på allmålspjäsen kan av samma anledning fällas in då den inte används. Att ha vapensystemen inbyggda i skrovet medför vissa svårigheter. Bland annat vid avfyrning av robotarna, då de avfyras i ett helt inneslutet system där både värme och avgaser går via slutna avgaskanaler ut på motsatt sida av fartyget.

### Luftförsvar
Visby-klassen projekterades inte för och har därför aldrig varit avsedda att ha ett områdestäckande luftförsvarssystem. Vid tidpunkten för klassens projektering och byggande sköttes allt luftförsvar av Flygvapnet med dess resurser.
Visby försågs med världens mest avancerade signaturanpassning för ytfartyg, vilket var en avsevärd förmågehöjning jämfört med tidigare svenska örlogsfartyg och även i jämfört med omvärldens fartygssystem. Samtliga operativa erfarenheter från anfall med attackrobotar och flygplan under 1960- och 1980-talen tillsammans med framtidsstudierna pekade entydigt mot att förmågan att undgå eller försvåra upptäckt och målsökarlåsning tillsammans med passiva motmedelsåtgärder var de helt överlägset bästa sätten att undgå duellbekämpning i den marina operationsmiljö Visby vara avsedd att verka i dvs Östersjön och västerhavet, med dåliga väder- och siktförhållanden och en omfattande och komplex kust- och havsmiljö.
Aktiv bekämpning av olika typer av luftmål som robotar eller flygplan, kräver ständig sändning med radarsystem, vilket är röjande och helt emot den mycket effektiva radar- och teletysta svenska ytstridstaktiken. Bekämpning med eldrör eller luftvärnsrobotar av moderna attackrobotar på låg höjd och i högfart var och är mycket svårt, gränsande till omöjligt. Vid utprovning har eldrörssystem som 57 mm Mk 3 med FUZE 3P eller moderna 40 mm pjäser visat sig ha haft bättre effekt och god utvecklingspotential jämfört med andra eldrörssystem eller robotsystem.
Västmakternas aktiva luftvärnssystem bygger sedan 50-talet på aktiv bekämpning av flygplan och stora, högt flygande och flygplansliknande attackrobotar på långt håll, men även västmakterna byggde främst sitt luftförsvar mot styrda vapen på passiva avhakande motmedelssystem eller aktiva störsändare mot robotmålsökare.
Kockums projekterade under 1990-talet olika fartyg för export där naturligtvis områdestäckande luftförsvarssystem ingick. När den fartygsburna helikoptern utgick ur Visby-projektet hade konstruktionen kommit så långt att hangaren inte kunde tas bort, varför detta utrymme stod tomt.
Detta faktum tillsammans med förändrade operativa idéer och pågående nedrustning av det svenska luftförsvaret, gav Chefen för Marinen idén att föra fram att Visby kunde utrustas med ett områdestäckande luftsförsvarssystem för att kunna lösa fler uppgifter i riksförsvaret och i internationell verksamhet. För ett mer aktivt framskjutet uppträdande i fred och kris kunde ett områdestäckande luftförsvarssystem tjäna en roll i eskort av andra sårbara fartyg, till exempel olika typer av transportfartyg.
Relativt snabbt kunde planer och ritningsunderlag tas fram på placering av robotar med mera på fartygen. Beroende på typ av robot så bedömdes den före detta hangaren kunna inrymma mellan 8 och 16 vertikalstartande robotar i silosystem. Fartygets avancerade sensor och ledningssystem kunde med små förändringar dessutom anpassas för att stödja ett luftvärnsrobotssystem, men roboten skulle vara autonom efter avfyring, så kallat "fire-and-forget", och själv söka sig mot målet utan ytterligare stöttning från fartyget. Ett system som tidigt studerades var IR-målsökande luftvärnsrobotar av typ Umkhonto, som bland annat valts av Finland, men även sjöburna varianter av det fransk-italienska Asterssystemet har varit aktuella.
Försvarsmakten har upprepade gånger fört fram begäran om att få utrusta fartygen med luftvärnsrobot, något som även Armén och Flygvapnet kommit att se som fördelaktigt. Efter att Genomförandegruppen rekommenderat att projektet återigen skulle avbrytas har regeringen emellertid fattat upprepade beslut om att inte anskaffa luftvärnsrobotsystem till korvett typ Visby.
Avsaknaden på luftvärnsrobotar gör att Visby-klassen skulle utgöra en belastning i en internationell insats eftersom de inte skulle kunna försvara sina allierade fartyg mot luftanfall.

Som en del av Riksdagens försvarssatsningar som beslutades hösten 2020 kommer Visbykorvetterna att utrustas med luftvärnsrobot och avtal är tecknat med SAAB om att tillföra luftvärnsrobot när Visbykorvetterna halvtidsmodifieras. I November 2023 tecknade FMV ett kontrakt med MBDA för att utrusta samtliga fem Visbykorvetter med luftvärnsroboten CAMM.

### Sensorer
- Signalspaning: Exelis Inc CS 3701
- Radar: Spaningsradar SAAB Sea Giraffe AMB 3D
- Navigationsradar: SPERRY Visionmaster X-band
- Sonarer: Sonarsystem 135.SAAB 9LVMK4 Hydra Integrerat Sonarsystem, C-Tech Skrovmonterad aktiv sonar, HMS, C-TechAktiv släpsonar, VDS, HTI Passiv bogserad släpsonar TAS Sonarboj
- Stridsledningssystem: SAAB 9LV Mk 3E CETRIS
- Vapenkontrollsystem: Integrerat i stridsledningssystemet tillsammans med eldledningssikte CEROS200

## Fartyg i klassen
| Fartygsnummer | Namn            | Byggandet påbörjas | Sjösattes        | I tjänst         | Förband                    | Status     |
| ------------- | --------------- | ------------------ | ---------------- | ---------------- | -------------------------- | ---------- |
| K31           | HMS Visby       |                    | 8 juni 2000      | 17 december 2012 | Fjärde sjöstridsflottiljen | I tjänst   |
| K32           | HMS Helsingborg |                    | 27 juni 2003     | 16 december 2009 | Fjärde sjöstridsflottiljen | I tjänst   |
| K33           | HMS Härnösand   |                    | 16 december 2004 | 16 december 2009 | Tredje sjöstridsflottiljen | I tjänst   |
| K34           | HMS Nyköping    |                    | 18 augusti 2005  | 17 december 2012 | Tredje sjöstridsflottiljen | I tjänst   |
| K35           | HMS Karlstad    |                    | 24 augusti 2006  | 17 december 2013 | Tredje sjöstridsflottiljen | I tjänst   |
| K36           | HMS Uddevalla   | Avbeställd         | Avbeställd       | Avbeställd       | Avbeställd                 | Avbeställd |

## Bilder

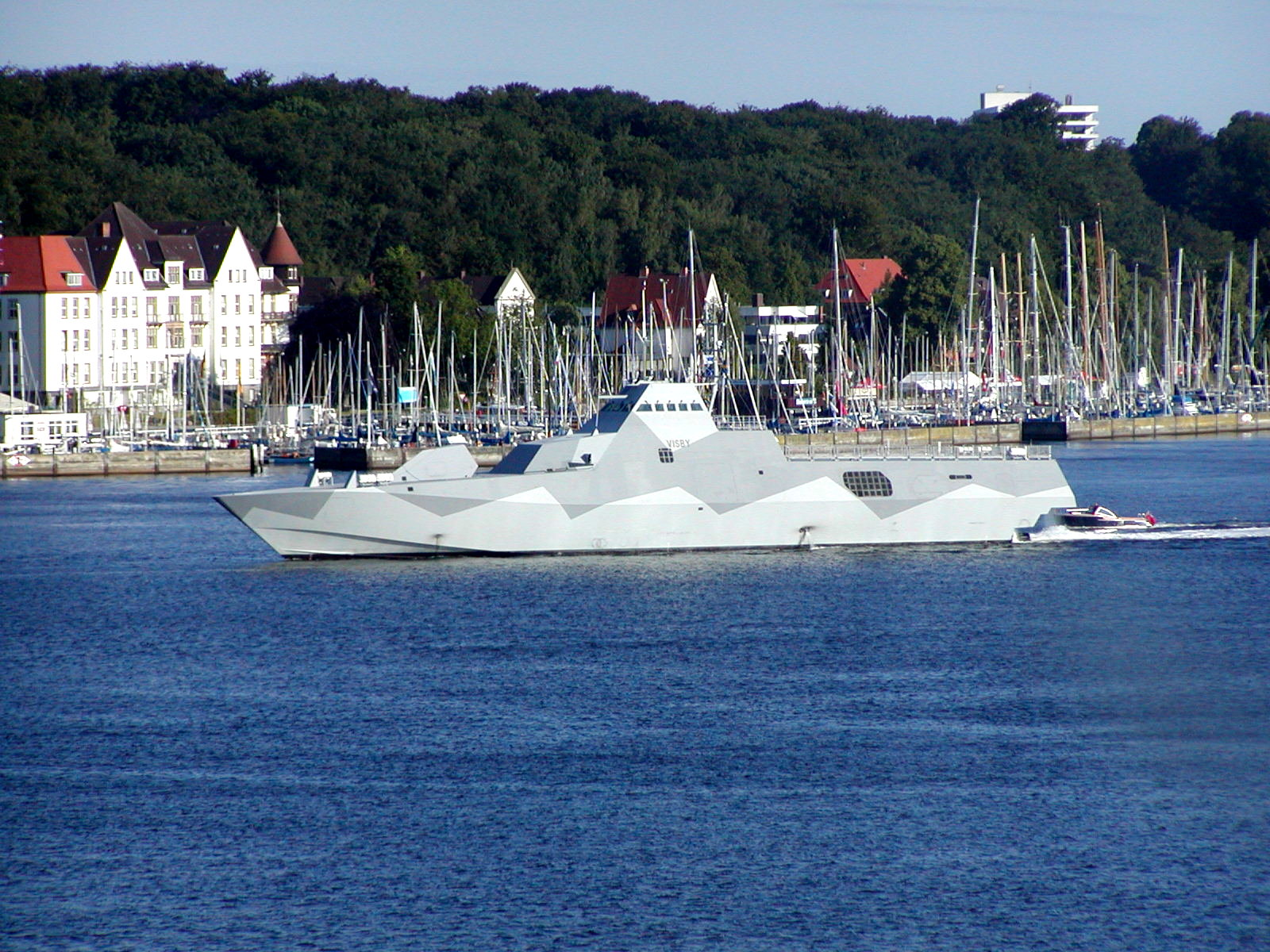
HMS Visby (K31) i Kiel 2002. Notera att konen över kommandobryggan ännu inte är monterad.
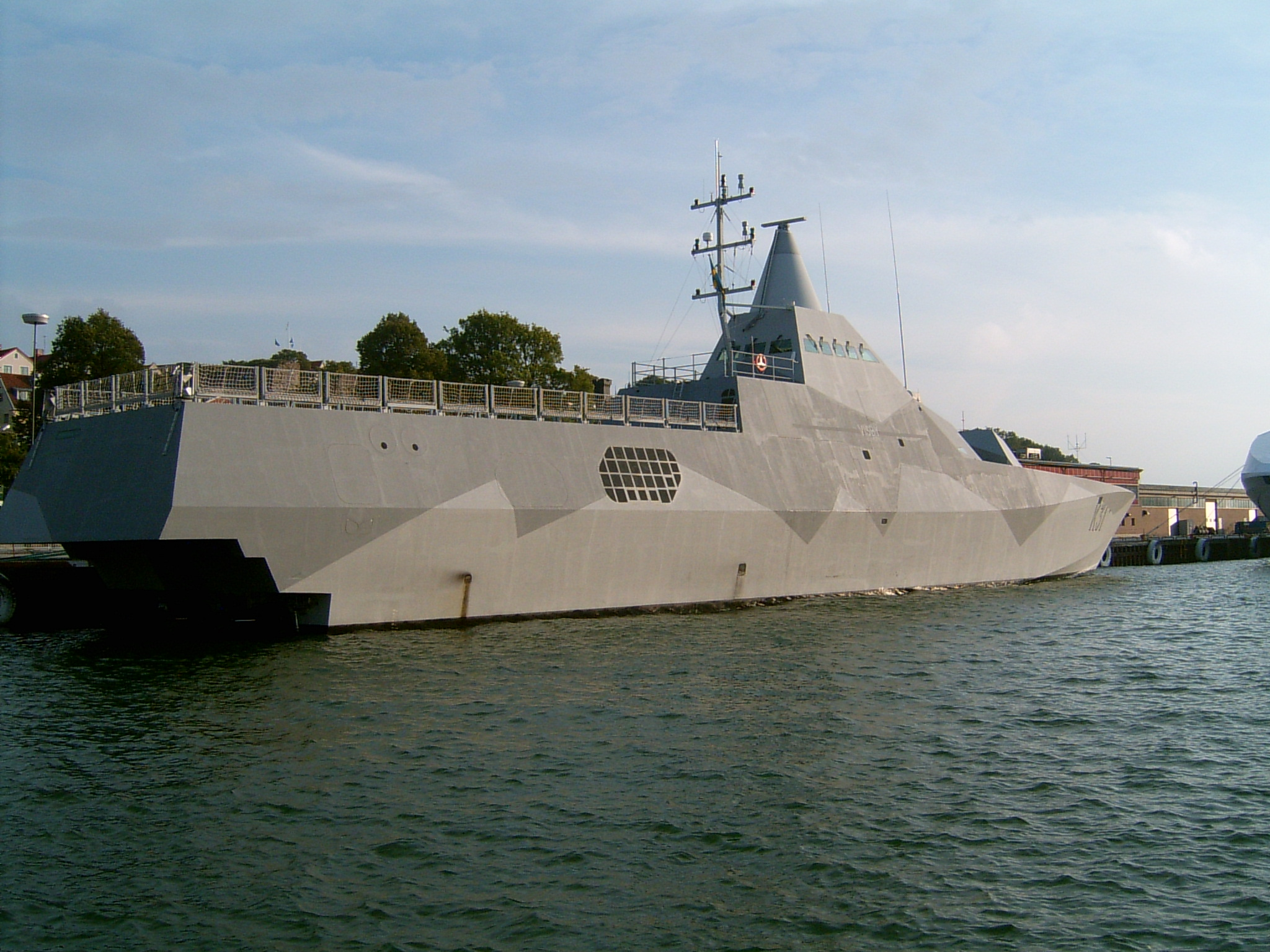
HMS Visby akterifrån i Visby 2006.
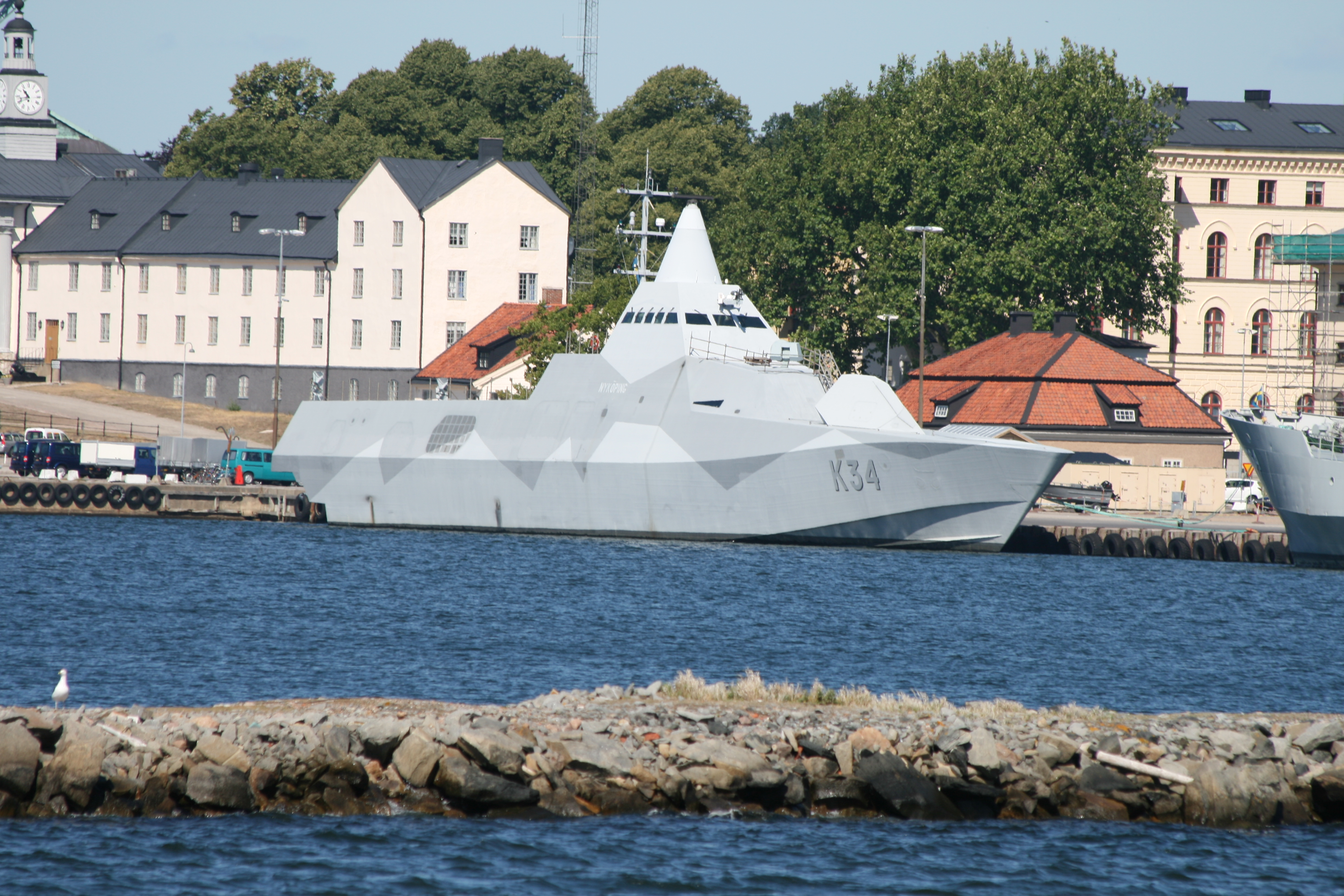
HMS Nyköping (K34) i Karlskrona 2008.